# Une putain d'histoire
Une putain d'histoire est un roman policier français écrit par Bernard Minier, publié chez XO éditions en 2015. C'est le quatrième roman publié par l'auteur et le premier dans lequel n'apparait pas le commandant Servaz. L'action se situe aux États-Unis. Il reçoit le Polar du meilleur roman francophone au festival Polar de Cognac de 2015.

## Intrigue
Depuis sept ans, Henry, 16 ans, vit avec ses « deux mamans » sur une petite île de l'archipel de San Juan au nord-ouest des États-Unis. Il fréquente Naomi, une jeune fille de son âge et, avec Charlie, son meilleur copain, Johnny et Kayla, ils forment un groupe de cinq amis inséparables. Malheureusement, on retrouve Naomi noyée. L'enquête montre rapidement qu'il s'agit d'un acte criminel. Henry est le principal suspect car il s'est disputé avec elle juste avant sa disparition. Henry et ses amis décident de mener leurs propres recherches afin de trouver le criminel et disculper Henry.
Pendant ce temps, Grant Augustine, PDG d'une entreprise de matériel de surveillance utilisé par les agences de renseignement, est candidat aux élections de gouverneur de Virginie. Il a trois filles mais il a su qu'une de ses conquêtes a eu un garçon dont il serait le père, mais celle-ci s'est enfuie avec l'enfant, il y a seize ans, et, malgré ses recherches, il ne l'a pas retrouvée. Il apprend que l'enfant serait peut-être, avec sa mère, sur une des îles San Juan. Il lance alors des recherches avec les techniques d’espionnage les plus sophistiquées grâce à des accès aux bases de données de la NSA, l'agence de renseignements.

## Prix
Ce roman reçoit le Polar du meilleur roman francophone au festival Polar de Cognac de 2015, prix que Bernard Minier a déjà obtenu en 2011 pour son premier roman Glacé.

## Éditions
- Bernard Minier, Une putain d'histoire, Paris, XO éditions, 2015, 524 p.  (ISBN 978-2-84563-756-6)
- Bernard Minier, Une putain d'histoire, Paris, Pocket no 16590, 2016, 600 p.  (ISBN 978-2-26626-777-9)